# 哨戒艇20号
哨戒艇20号（ローマ字：PB No.20, PB-920）は、海上自衛隊の哨戒艇。19号型哨戒艇の2番艇。

## 艦歴
「哨戒艇20号」は、昭和45年度計画18t型哨戒艇922号艇として、IHIクラフト横浜工場で1970年11月16日に起工され、1971年3月12日に進水、1971年3月31日に就役し、呉地方隊阪神基地隊第2港湾哨戒隊に編入された。
1992年10月20日、除籍。